# Кугель (блюдо)
Кугель (идиш קוגל‎ — кугл, кигл) — традиционное блюдо еврейской кухни, напоминающее запеканку или пудинг.

## Описание
Кугель считается характерным для ашкеназской кухни.
Классическим является кугель из лапши с гусиным жиром, залитый яйцом. Тем не менее существуют десятки вариантов кугеля: свекольный, мясной (кугл фун флейш), из манной каши с вишней, из яиц и лимонной цедры, рисовый, яблочный, ореховый. Соответственно, кугель может быть как сладким десертом, так и основным блюдом, например, картофельный кугель с мясом.

## Кугель в искусстве
- В книге еврейского писателя Шолом-Алейхема «Менахем-Мендл» одноглазый аферист говорит главному герою Менахем-Мендлу, что «с евреями хорошо кугель кушать»[2]

- В рассказе Исаака Бабеля «Шабос-Нахаму»: «Дома еврей выпивает рюмку водки, — ни Бог, ни Талмуд не запрещают ему выпить две, — съедает фаршированную рыбу и кугель с изюмом»[3].
- В сериале «Теория большого взрыва» серия № 18 сезона № 8 Радж Кутраппали называет кугель еврейской лазаньей.
- В сериале «Как я встретил вашу маму» серия 15 сезона 7 Тед и Робин приносят кугель на вечеринку по поводу новоселья Маршалла и Лили.